# Monte-Carlo Rolex Masters 2010
Monte-Carlo Rolex Masters 2010 — 104-й розыгрыш ежегодного профессионального теннисного турнира среди мужчин, проводящегося во французском городе Рокебрюн—Кап-Мартен и являющегося частью тура ATP в рамках серии ATP Masters 1000. Турнир прошёл с 10 по 18 апреля на кортах Monte-Carlo Country Club. Соревнование продолжало околоевропейскую серию грунтовых турниров, подготовительную к майскому Roland Garros.
Прошлогодние победители:
- в одиночном разряде —  Рафаэль Надаль
- в парном разряде —  Ненад Зимонич и  Даниэль Нестор

## Соревнования

### Одиночный турнир
Рафаэль Надаль обыграл  Фернандо Вердаско со счётом 6-0, 6-1.
- Надаль выигрывает 1-й титул в сезоне и 37-й за карьеру в основном туре ассоциации.
- Вердаско уступает 1-й финал в сезоне и 7-й за карьеру в основном туре ассоциации.

### Парный турнир
Даниэль Нестор /  Ненад Зимонич обыграли  Махеша Бхупати /  Максима Мирного на отказе соперников при счёте 6-3, 2-0 в свою пользу.
- Нестор выигрывает 3-й титул в сезоне и 67-й за карьеру в основном туре ассоциации.
- Зимонич выигрывает 3-й титул в сезоне и 35-й за карьеру в основном туре ассоциации.